# Robert Biedroń
Robert Biedroń (Rymanów, 13 aprile 1976) è un politico e attivista polacco.
Nel 2001 è stato uno dei fondatori dell'organizzazione Campagna contro l'Omofobia (Kampania Przeciw Homofobii), di cui è stato il presidente fino al 2009. La sua attività politica è iniziata parallelamente: dopo una candidatura senza successo alla Camera dei deputati (Sejm) nel 2005, è stato eletto deputato della Repubblica di Polonia nel 2011.
Dal 30 novembre 2014 al 21 ottobre 2018 è stato sindaco di Słupsk. Fondatore e dal 2019 presidente del partito di centro-sinistra Primavera.

## Biografia
Robert Biedroń è nato nel voivodato della Precarpazia, a Rymanów, ed è cresciuto a Krosno. Sua madre, Helena, era membro del sindacato Solidarność, mentre suo padre era iscritto al Partito Operaio Unificato Polacco. Ha due fratelli e una sorella.
Interessato alle lingue straniere, frequenta una scuola alberghiera dove vengono insegnati il francese, il russo e l'inglese. Nel 1991 va in collegio a Ustrzyki Dolne, ed è lì che si rende conto della sua omosessualità. Nelle scuole, all'epoca, l'omosessualità è considerata una perversione, di conseguenza Robert Biedroń si ricorda di aver vissuto una crisi psicologica.
Nel 1995, durante un soggiorno a Berlino, scopre le attività dell'organizzazione LGBT Manometer e decide di dedicarsi all'attivismo sociale a favore delle minoranze sessuali. Un anno dopo si diploma alla scuola alberghiera. Fin dai primi anni di studi all'Università della Varmia e Masuria di Olsztyn Robert Biedroń si iscrive alla Socialdemocrazia della Repubblica di Polonia e aderisce anche all'organizzazione giovanile del partito. Dopo alcune trasformazioni nei partiti, diventa membro dell'Alleanza della Sinistra Democratica, da cui si ritira nel 2005.

## Studi
Dopo una laurea di scienze politiche all'Università della Varmia e Masuria di Olsztyn nel 2003, Robert Biedroń ha seguito i corsi della Scuola dei Leader Politici e Sociali e la Scuola dei Diritti Umani del Comitato Helsinki per i Diritti Umani.

### Carriera politica
È un ex membro dell'Assemblea Parlamentare del Consiglio d'Europa e Relatore Generale sui diritti delle persone LGBT. Dal 2008 al 2016 ha fatto parte del Consiglio consultivo dei diritti umani presso Open Society Foundations.
Nel 2011 aderì al Movimento Palikot, ed è stato eletto deputato nella circoscrizione di Gdynia-Słupsk a novembre, ottenendo quasi 17 000 voti.
Nel 2009, si è presentato alle elezioni comunali di Słupsk, una città polacca del voivodato della Pomerania, ed è stato eletto sindaco con 57,08% di voti al secondo turno, diventando quindi il primo sindaco omosessuale della Polonia.
Dal 2015 è membro del Congresso dei poteri locali e regionali del Consiglio d'Europa.
Nel 2019 ha fondato il partito di centro-sinistra Wiosna ("Primavera", di cui è anche presidente) cercando così di colmare il vuoto a sinistra della Piattaforma Civica (Platforma Obywatelska), giudicata troppo liberale, e ponendosi all'opposizione del partito di destra conservatrice Diritto e Giustizia (Prawo i Sprawiedliwość) di Jarosław Kaczyński, alla maggioranza dal 2015. 
Il primo appuntamento elettorale sarà alle Elezioni Europee del 2019.

## Onorificenze
Il lauro arcobaleno (2000)
Il titolo di "Rainbow Man" (2004)
Distinzione nella classifica dei 10 migliori parlamentari del settimanale Polityka condotta tra i giornalisti parlamentari polacchi per la diligenza, la cultura e il contributo al lavoro della commissione giustizia (2014)
Premio Anna Laszuk di Radio Tok FM (2015)
Premio Anna Laszuk di Radio Tok FM (2015)
Premio per la diversità del Congresso delle donne (2016)
Si è classificato all'ottavo posto nella classifica dei migliori sindaci di città stilata da Newsweek (2016)
Nel 2016 è stato insignito dell'Ordine nazionale al merito francese per la sua lotta per i diritti delle minoranze sessuali
13º posto nella classifica dei migliori sindaci di città stilata da Newsweek (2017)
Premio speciale Equality Crown assegnato dalla Campagna contro l'omofobia (2021)
Alan Turing LGBTIQ+ Awards Premio Especial assegnato dal festival Culture Business Pride per la lotta a favore delle persone LGBTIQ+, dei loro diritti e della loro visibilità (2022)

The Parliament MEP Award nella categoria Diversità, Inclusione e Impatto Sociale per il contributo e i risultati ottenuti nella promozione della diversità e dell'inclusione in Europa (2023)